# Koreanische Kultur

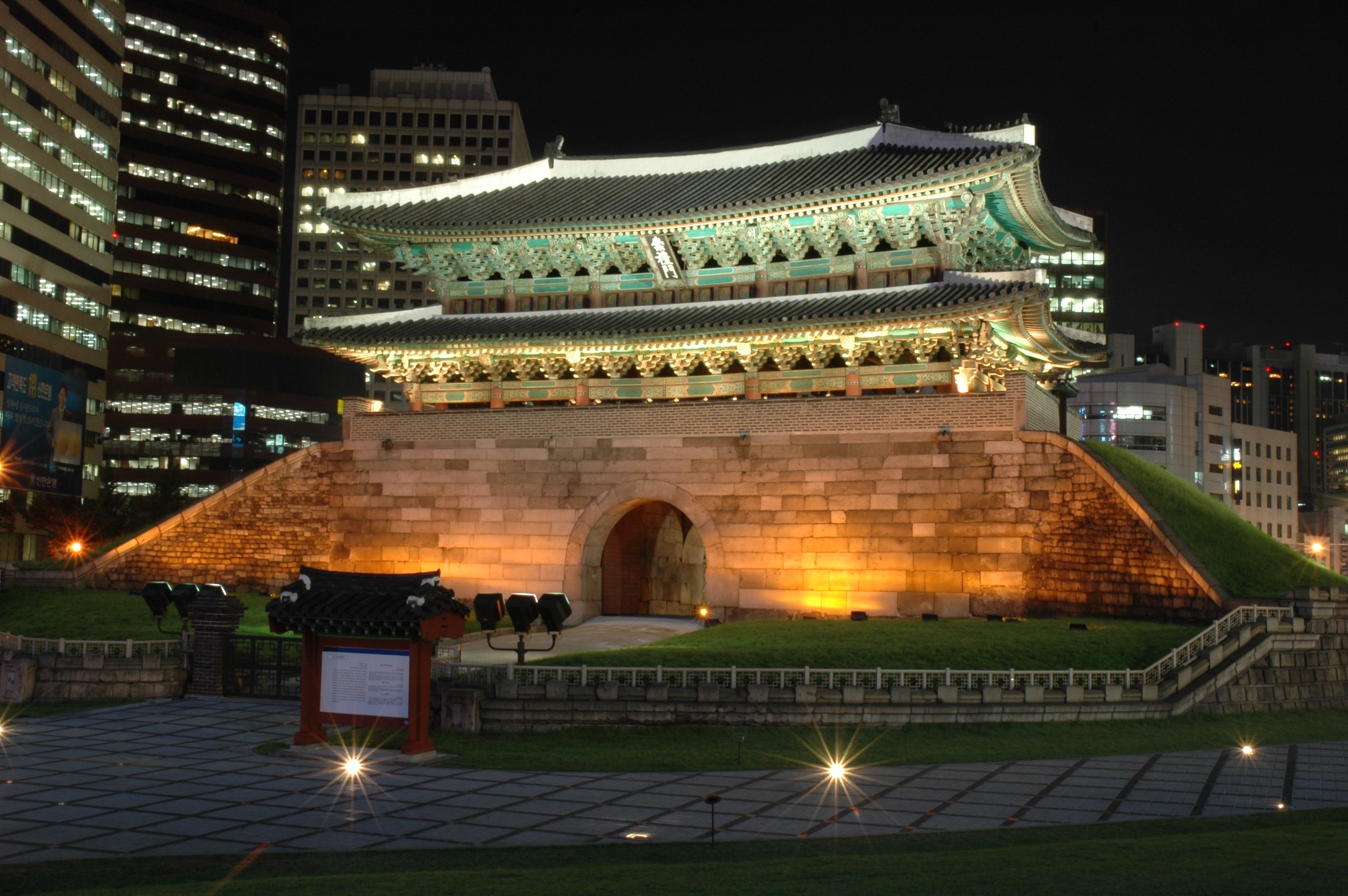
Sungnyemun, der ehemalige Nationalschatz Nr. 1

Die koreanische Kultur umfasst eine breite Palette von Bereichen, darunter Koreas traditionelle Kunst, Essen, Kleidung, Unterkunft und Lebensstil.
Die künstlerischen Aktivitäten auf der koreanischen Halbinsel begannen in der Jungsteinzeit, ihre volle Blüte erlebten sie jedoch erst gegen Ende des 4. Jahrhunderts, als der Buddhismus eingeführt wurde.
Traditionell gibt es in der koreanischen Malerei, Literatur und Hofmusik viele Werke, die den Austausch mit China widerspiegeln. Insbesondere in der Joseon-Zeit, unter dem Einfluss des Konfuzianismus, waren zurückhaltende Tuschmalereien beliebt. Mit dem Beginn der Moderne hielten verschiedene westliche Kunststile Einzug, was zu zahlreichen dynamischen Veränderungen führte. Durch den Fortschritt der Informationstechnologie und die zunehmende Globalisierung setzte sich dieser Wandel kontinuierlich fort und prägt die Gegenwart bis heute.
Aspekte wie Film, moderne Musik und Kleidung haben sich in Nord- und Südkorea seit der Teilung des Landes im Jahr 1948 sehr verschieden entwickelt. Der Gesellschaft liegen aber die gleichen traditionellen Denkweisen zugrunde. In den letzten Jahren erlebte die koreanische Kultur, insbesondere Filme, Fernsehserien und Popmusik, einen Boom in den ostasiatischen Nachbarländern, unter dem Begriff „Koreanische Welle“ (한류 - Hallyu) bekannt. Dadurch ist die koreanische Sprache, die koreanische Kultur sowie viele südkoreanische Stars im gesamten asiatischen Raum, aber auch im Westen bekannt.

## Wurzeln
Vergleiche der koreanischen Sprachen deuten auf einen Ursprung von nördlich der koreanischen Halbinsel hin. Es gibt grundlegende grammatikalische und typologische Ähnlichkeiten mit den Sprachen der Altaischen Sprachgruppe Sibiriens und Zentralasiens, bis hin zu den finno-ugrischen Sprachen. Das älteste überlieferte Staatentum der koreanischen Geschichtsschreibung ist das Königreich Go-Joseon in der heutigen Mandschurei. Ihr Territorium dehnte sich bis in das heutige Nordkorea aus. Im Süden der Koreanischen Halbinsel herrschte eine Konföderation aus drei Stämmen, die als Samhan bekannt war.
Koreaner sind die Nachfahren der Urkoreaner, die das heutige Sibirien bewohnten und während der Bronzezeit die Koreanische Halbinsel von Sibirien und der Mandschurei aus vollständig besiedelten. Die Einwanderung der Vorfahren der Koreaner vom Festland her, aus Nordosten über den Tumen-Fluss, entlang der Ostküste und über niedrige Gebirgspässe in den Westen der Halbinsel dominieren das Bild von der Herkunft des koreanischen Volkes. Im Süden an der Festlandküste, den vorgelagerten Inseln und der Vulkaninsel Jeju-do finden sich die sogenannten Dolhareubang „Steingroßväter“, die Statuen in Indonesien, auf Hawaii, und den Osterinseln ähnlich sehen.
Lange nach der Entstehung des koreanischen Volkes kamen verstärkte Einflüsse aus dem Nordwesten, insbesondere aus China, hinzu.

### Mythologie und Folklore

#### Dangun
Mit drei Himmlischen Siegeln ausgestattet, wurde Hwanung, der Sohn des Himmelsherrn, mit 3000 Begleitern auf die Erde gesandt, um die Welt zu regieren. Auf einem Berg mit drei hohen Gipfeln (manche Überlieferungen nennen den Myohyang-san in Nordkorea, andere den Paektu-san an der Grenze zu China) fand er einen Heiligen Baum und gründete dort die Heilige Stadt. Er selbst wurde als Himmlischer König bezeichnet. Eines Tages kamen eine Bärin und eine Tigerin zu ihm und baten, in Menschen verwandelt zu werden. Hwanung gab ihnen Beifuß und Knoblauch zu essen und forderte sie auf, 100 Tage in einer Höhle zu bleiben, ohne hinauszugehen. Die Bärin wurde nach 21 Tagen zu einem Menschen, doch die Tigerin hielt es nicht so lange aus.
Die Bärin, die sich in eine Frau verwandelt hatte, fühlte sich einsam und betete am Heiligen Baum. Der Himmlische König nahm daraufhin eine andere Gestalt an, heiratete sie und bald war sie schwanger. Sie brachte einen Sohn namens Dangun zur Welt, den „Herrn des Sandelholzbaumes“ und Stammvater aller Koreaner. Seine Nachkommen sollen für mehr als 1000 Jahre die Königsdynastie fortgeführt haben. Die Geschichte über Dangun wird von Iryon auf das Jahr 2333 v. Chr. datiert.

#### Interpretation
Die beiden Tierfiguren, Bärin und Tigerin, könnten nach ethnologischen Interpretationen als Totems identifiziert werden und somit als tierische Ahnenfiguren eines Stammes gelten. Bei der Bildung größerer gesellschaftlicher Einheiten könnte es zu Konflikten gekommen sein, bei denen der Stamm mit dem Tiger als Totem unterlegen war, während der Stamm mit dem Bären als Ahnenfigur die Vorherrschaft erlangte.
Bei Völkern von den japanischen Ureinwohnern, den Ainu, über ganz Sibirien bis hin zu den Samen (Lappen) in Skandinavien wird der Bär oft als Berggottheit verehrt und genießt eine besondere Wertschätzung.
Zahlreiche traditionelle Überlieferungen prägen bis heute das koreanische Bewusstsein, obwohl sie wegen der modernen westlichen, meist amerikanischen Einflüsse oft verschwunden scheinen. So ist das Denken in vielen Bereichen im uralten koreanischen Schamanismus verwurzelt, während der Konfuzianismus von den Koreanern tief verinnerlicht wurde und sich auf alle Lebensbereiche auswirkte.

## Traditionelle Musik
Die koreanische Musik basiert auf der Gesangsstimme. Im traditionellen koreanischen Gesang kann das Temperament und die Geschichte Koreas wiedererkannt werden. Es gibt zwei verschiedene Arten traditioneller Musik: Jeongak und Minsogak. Volksmusik wie Balladen werden als Minyo (민요, 民謠) bezeichnet.

### Jeongak
Jeongak (정악, 正樂) – die Bedeutung ist „festgesetzte Zeit“, ist ein Sammelbegriff für die traditionelle Musik, die sich wiederum in mehrere Zweige untergliedert.
Aak (아악, 雅樂) – die konfuzianische Ritualmusik, gespielt zu den Riten im Ahnenschrein sowie zweimal jährlich anlässlich der Gedenkfeier für die Ahnen der königlichen Familie. Das Orchester sitzt je zur Hälfte auf der Terrasse des Schreins und vor dessen Toren. Die langsame getragene Musik ist antiphonal.
Tangak / Dangak (당악, 唐樂) – Hofmusik chinesischen Ursprungs wurde seit dem 8. Jahrhundert bei Zeremonien und Riten am Königshof aufgeführt. Es handelt sich um eine Sieben-Ton-Musik, wobei das ursprünglich koreanisch instrumentierte Orchester durch Bronzeglocken, Schlagsteine und Panflöten ergänzt wurde.
Hyangak (향악, 鄕樂) – Ursprünglich pentatonische Volksmusik, die sich seit dem 5. Jahrhundert entwickelt hat. Tonangebend ist dabei die Oboe, die durch Querflöten, zwei zweisaitige Streichinstrumente und die chang ko-Trommel ergänzt werden. Hyangak wurde als Tanz- und Bankettmusik aufgeführt.
Daechwita – Militärmusik, gespielt von gelb gekleideten Musikern. Oboen, Flöten, Trompeten, Schneckenhörner, Gongs, Trommeln und Becken ergeben eine laute, etwas schrille Musik.
Jeongak – verfeinerte Kammermusik, die zur Unterhaltung des Adels gespielt wurde. Ursprünglich auf buddhistischen Gesängen basierend, entwickelte sie sich schnell zur reinen Instrumentalmusik, gespielt auf Zither, Fidel, Oboe und chang ko-Trommel.
Samhyeon (삼현, 三絃) – höfische Tanzmusik, bestehend aus drei Tänzen: dem ernsten und langsamen yeombul, dem fröhlichen und rhythmischen taryeong sowie dem leichten unterhaltsamen kutkeori, alle von Flöten und Trommeln gespielt.
Aak und Tangak werden äußerst langsam gespielt, wobei einige Schläge über drei Sekunden andauern können. Die Schlagrate folgt entsprechend asiatischer Vorstellung dem Atem, nicht dem Herzschlag. Diese Musik hat einen besinnlichen und meditativen Charakter, mit einem weichen Klang. Dieser rührt daher, dass die traditionellen Instrumente – bis auf Trompete, Gong und Becken – aus nichtmetallischen Materialien gebaut sind. Saiteninstrumente haben Saiten aus Seide, und fast alle Blasinstrumente sind aus Bambus.

### Minsogak
Minsogak (민속악, 民俗樂) ist Koreas Folkloremusik und ist voller Ausdruck und Emotionen. Diese Art von Musik hat eine Verbindung zum einfachen Volk. Im Gegensatz zu Jeongak wird die Musik im Minsogak schnell gespielt. Wie im Jeongak ist auch im Minsogak Improvisation häufig.
Zu den Musikstilen der Minsogak gehören u. a. Shinawi (시나위), eine Ensemble-Improvisation schamanistischer Herkunft, Sanjo, mehrsätzige, ursprünglich improvisierte, dann mündlich weitergegebene Stücke für ein Melodieinstrument und die Sanduhrtrommel Janggu und der lange epische Gesang Pansori, bei dem ein Sänger von einem Fasstrommelspieler begleitet wird.

### Musikinstrumente
Koreanische Blasinstrumente sind das zylindrische Doppelrohrblattinstrument aus Bambus piri, die Kegeloboe taepyeongso aus Metall, die Querflöte daegeum, die Flöte danso, die Mundorgel saenghwang und die Gefäßflöte hun.
Koreanische Saiteninstrumente sind die zwölfsaitige Zither gayageum, die sechssaitige Zither geomungo, die siebensaitige Streichzither ajaeng und die Fidel haegeum.
Es gibt auch eine große Anzahl von Perkussionsinstrumenten: kleiner Flachgong kkwaenggwari, hängender Gong jing, das seltene Gongspiel ulla (dem chinesischen yunluo entsprechend), Fasstrommel buk, Sanduhrtrommel janggu, Klapper bak, Glockenspiel pyeonjong, Klangsteinspiel yeongyeong, der Schraptiger eo und die Holzschachtel chuk.

### Merkmale traditioneller Musik
Die traditionelle koreanische Musik ist nicht nur von den Musikinstrumenten charakterisiert, die verwendet werden. Improvisation ist ein wesentliches Merkmal, wie auch die Tatsache, dass es zwischen den Musikstücken keine Pausen gibt. Der Pansori ist das bekannteste Beispiel von pausenloser Vorführung. Ein Pansori kann ohne weiteres acht Stunden dauern und wird ununterbrochen von einer einzelnen Person gesungen.
Die koreanische Musik unterscheidet sich von westlicher Musik auch darin, dass es keinen Kontrast zwischen verschiedenen Tempi gibt. Stattdessen beginnt die koreanische Musik mit dem langsamsten Teil und beschleunigt während der Vorführung.
Eine koreanische Besonderheit ist ein Trommelorchester, das nur aus Frauen besteht. Gespielt werden Trommeln aller Größen, bis hin zur großen Drachentrommel. Weitere bekannte Formen von koreanischer Trommelmusik sind das Pungmul und das Samulnori, das aus ersterem entstanden ist.

## Traditioneller Tanz

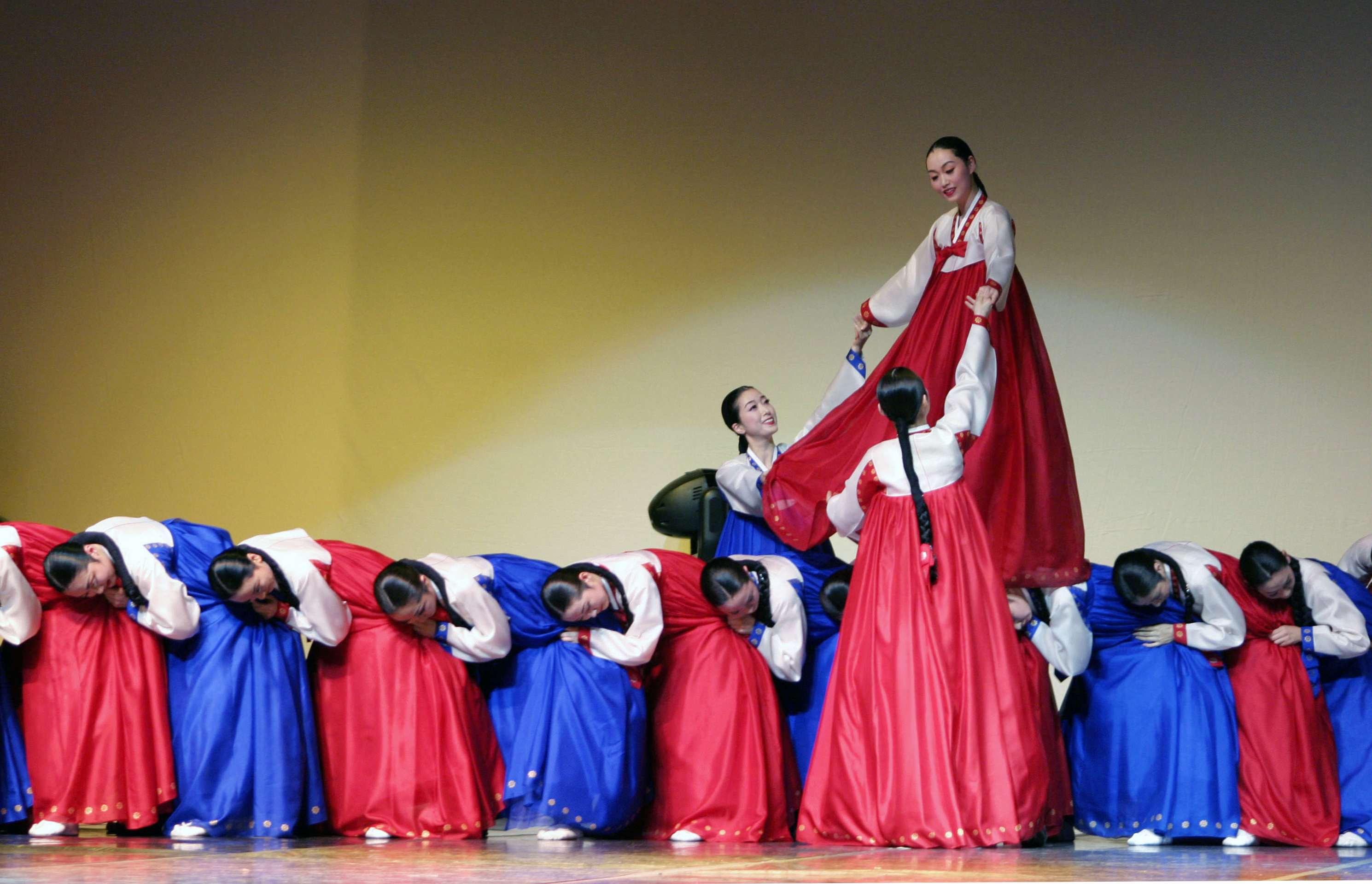
Traditioneller koreanischer Tanz der Joseon-Dynastie

Der kulturelle Austausch zwischen China und den drei Reichen brachte eine große Vielfalt von traditionellen Tänzen hervor. Die Tänze werden unterteilt in einheimische Tänze (Hyangak Jeongjae) und importierte Tänze (Dangak Jeongjae) was für Tänze steht, die mehr oder weniger unverändert von China übernommen wurden.
Interessant ist auch der Zusammenhang zwischen der traditionellen koreanischen Kampfkunst „Taekgyeon“ und Tal Jum. Da viele der tänzerischen Bewegungen identisch sind, ist davon auszugehen, dass sich diese beiden Kulturgüter gegenseitig beeinflusst haben.

### Hoftänze
Wie mit der Musik gibt es einen Unterschied zwischen Hoftänzen und Volkstänzen. Verbreitete Hoftänze sind die Jeongjaemu, welche bei Banketten vorgeführt werden. Ilmu ist eine andere verbreitete Form von Hoftanz: ein Linientanz, der bei Konfuzianischen Ritualen vorgeführt wurde. Jeongjaemu wird unterteilt in einheimische Formen (Hyangak Jeongjae) und importierte Formen (Dangak Jeongjae). Ilmu wird unterteilt in zivile Tänze (Munmu) und militärische Tänze (Mumu).
Die traditionelle Choreographie von Hoftänzen ist in vielen modernen Produktionen anzutreffen, wenn auch angepasst.

### Volkstänze
Volkstänze werden häufig in religiöse und nicht-religiöse Tänze unterteilt. Religiöse Tänze werden von einem Mönch oder Schamanen geleitet, nicht-religiöse Tänze sind vom einfachen Volk getanzt. Religiöse Tänze werden als schamanische Riten (Gut) vorgeführt. Nicht-religiöse Tänze umfassen sowohl Gruppentänze als auch Tänze für einzelne Personen. Ein aus dem Schamanismus stammender Unterhaltungstanz ist der Buchaechum.
Große Bedeutung in Korea haben die traditionellen Maskentänze, Talchum genannt, die in ihren Darbietung Geschichten erzählen, Komödien und Tragödien spielen und oftmals die Herrschenden karikieren und kritisieren. Viele Aufführungen können auch als Theaterdarbietung verstanden werden.

## Volksfeste

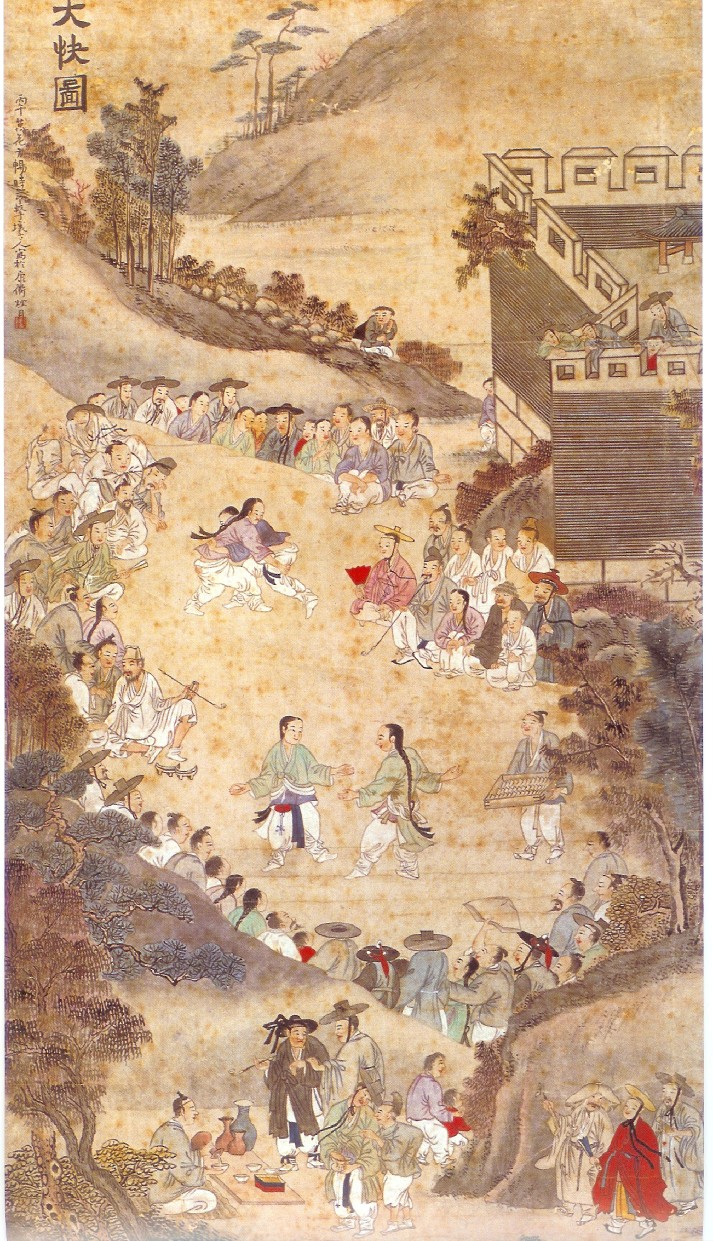
„Dae Kwae Do“ von Yu Sok (1846)

Viele traditionelle Volksfeste sind eng mit den schamanischen Riten verbunden. Diese werden von einer Generation zur nächsten weitergegeben. Drei Riten sind von größerer Bedeutung: Yeonggo, Dongmaeng und Mucheon. Yeonggo ist ein Trommelfest, das die Geister beleben soll. Dongmaeng ist ein Erntedankfest, und Mucheon beinhaltet Tänze für den Himmel. Diese Aufführungen wurden über die Jahrhunderte verfeinert, und zur Zeit der drei Reiche wurden auch Spiele hinzugefügt.
Auf dem Bild „Dae Kwae Do“ ist ein Fest dargestellt. Es zeigt Ssireum (eine Art von Ringkampf) und Taekgyeon. Beide Kampfsportarten existieren auch heute noch, wobei Taekgyeon nicht mit Taekwondo verwechselt werden darf. Anders als in China und Japan war Kampfsport zu dieser Zeit also ein Bestandteil des öffentlichen Lebens und Feierns. Andere Spiele sind Pfeile in einen Topf werfen (Tuho) und ein Spiel, bei dem Stecken geworfen werden (Jeopo). Es gibt auch traditionelle Steinkämpfe (Seokjeon), Schaukeln (Geune Tagi), Maskentheater und ein Ballspiel (Gyeokgu).
Die Tage, an welchen die Volksfeste abgehalten werden, variieren zwischen den Regionen, den ehemaligen Reichen und über die Zeit, aber sie finden stets zusammen mit anderen Festen oder Riten statt.

## Malerei
Die ältesten überlieferten Malereien auf der koreanischen Halbinsel sind Höhlenmalereien. Mit der Ankunft des Buddhismus aus China wurden auch dessen Maltechniken übernommen. Diese konnten sich schnell etablieren, aber einheimische Techniken wurden nicht vollständig verdrängt.
Im Gegensatz zur klassischen europäischen Malerei, die die detailgetreue Darstellung und das Spiel der Farben zur Perfektion entwickelte, legt die koreanische den größten Wert auf die Vermittlung einer bestimmten Stimmung, die den Betrachter in den Bann ziehen soll. Landschaften, insbesondere markante Berge und Wasserläufe sind die beliebtesten Motive. Naturalistische Bilder zeigen vorwiegend Blumen, Vögel und vor allem Tiger. Meistens wird mit Tinte auf Maulbeerenpapier oder Seide gemalt. In der Kalligraphie, die vom Landadel, den yanban, gepflegt wurde und dem Schnitzen von Stempeln – jeder Koreaner hat seinen dojang – brachte man es zur Meisterschaft.

## Handwerk
Bei koreanischen Handwerkserzeugnissen steht die Brauchbarkeit im täglichen Leben im Vordergrund. Dennoch sind sie künstlerisch verziert. Traditionelle Materialien sind Metall, Holz, Stoff, Lack und Ton. Später wurden auch Glas, Leder und Papier verwendet, aber nur sporadisch.
Altertümliche Handwerksartikel wie rote und schwarze Töpfereien haben erkennbare Ähnlichkeiten mit denen von Chinesischen Kulturen entlang dem Gelben Fluss. Überreste aus der Bronzezeit hingegen sind ausgeprägt.
Viele ausgeprägte und hochentwickelte Handwerkserzeugnisse wurden ausgegraben. Darunter höchst detaillierte Kronen, gemusterte Töpfereien, Töpfe und Verzierungen. Während der Goryeo-Zeit erreichte die Bronzeverarbeitung ihren Höhepunkt. Korea war für die größten Bronzeglocken und -statuen bekannt. Bis auf drei Glocken sind diese handwerklichen Glanzstücke in der Hideyoshi-Invasion untergegangen. Während der Goryeo-Dynastie erreichten koreanische Töpfer den Gipfel in der Seladon-Herstellung. Diese grüne Keramik übertraf in der meisterlichen Ausfertigung selbst ihre chinesischen Gegenstücke.
Während der Joseon-Dynastie waren Artikel aus Porzellan beliebt, sowohl rein weiß als auch mit blauen Dekorationen. Auch in der Holzverarbeitung wurde ein sehr hohes Niveau erreicht. Dies spiegelt sich vor allem in herrlichen Möbeln wider, Schränken, Truhen und Tischen – zum Teil mit Einlegearbeiten aus Perlmutt – sowie kunstvoll gearbeiteten Schnitzereien an Tempeln und Palastgebäuden.
Eine Technik, die sich bis in die Neuzeit nicht grundlegend verändert hat, ist die traditionelle Herstellung von Hanji (한지), dem koreanischen Papier aus Papiermaulbeerbäumen. Vermutlich im 2. Jahrhundert n. Chr. aus China importiert und Anfang des 7. Jahrhunderts nach Japan weitergegeben, fand das Papier in den unterschiedlichsten Lebensbereichen Anwendung, in der Verwendung als Papier zum Schreiben, Zeichnen und Malen, als Glasersatz für Fenster und Türen im traditionellen Hanok (한옥) (Wohnhaus), als Tapete, als Fußboden- und Dekorationsmaterial, für die Gestaltung von Oberflächen der Möbel, für Kisten und Kästchen, Fächern, als Verpackung und sogar als Stoff für die Herstellung von Kleidern.

## Keramik
Die Verwendung von Ton war in Korea schon im neolithischen Zeitalter verbreitet. Während der Zeit der drei Reiche wurde Töpferei vor allem im Königreich Silla vorangetrieben. Eine deoxidierende Flamme wurde verwendet, und die Produkte hatten eine charakteristische blaue Farbe. Die Oberfläche wurde dann mit verschiedenen geometrischen Mustern dekoriert.
In der Goryeo-Zeit war grünes Seladon beliebt und in seiner Qualität führend.
Weißes Porzellan kam im 15. Jahrhundert auf. Bald schon war das Porzellan beliebter als die seladonglasierten Töpfereiprodukte. Das Porzellan wurde oft bemalt oder mit Kupfer dekoriert.
Während der zweiten Phase des Imjin-Kriegs (1592 bis 1598) wurden in Korea fast alle Brennöfen zerstört. Hunderte von Handwerkern wurden in der Zeit dieses Kriegs mit Japan eben dorthin verschleppt, wo sie die Blüte der japanischen Töpferkunst einleiteten.
Im späten 17. Jahrhundert war blauweißes Porzellan beliebt. Die weißen Produkte wurden in Kobaltblau verziert. Als Japan gegen das Ende des 19. Jahrhunderts langsam die Vorherrschaft über die Koreanische Halbinsel übernahm, ging die Keramikproduktion zurück.

## Traditionelle Lebensweise

### Häuser

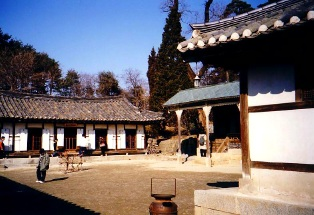
Traditionelles Haus in Südkorea

Der Ort eines Hauses ist traditionellerweise mittels Geomantie festgelegt. Es wird geglaubt, dass jede topografische Konfiguration unsichtbare Kräfte von Gut und Böse produziert (Gi). Für einen Bauplatz müssen die positiven und negativen Energien (Yin und Yang) im Einklang stehen.
Ein Haus sollte mit dem Rücken gegen einen Hügel gebaut sein. Im Süden sollte soviel Sonnenlicht wie möglich dem Haus zugänglich sein. Diese Ausrichtung wird in Korea noch immer vorgezogen. Geomantie beeinflusst auch die Form des Gebäudes, in welche Richtung es gebaut wird und die Materialien, die verwendet werden.

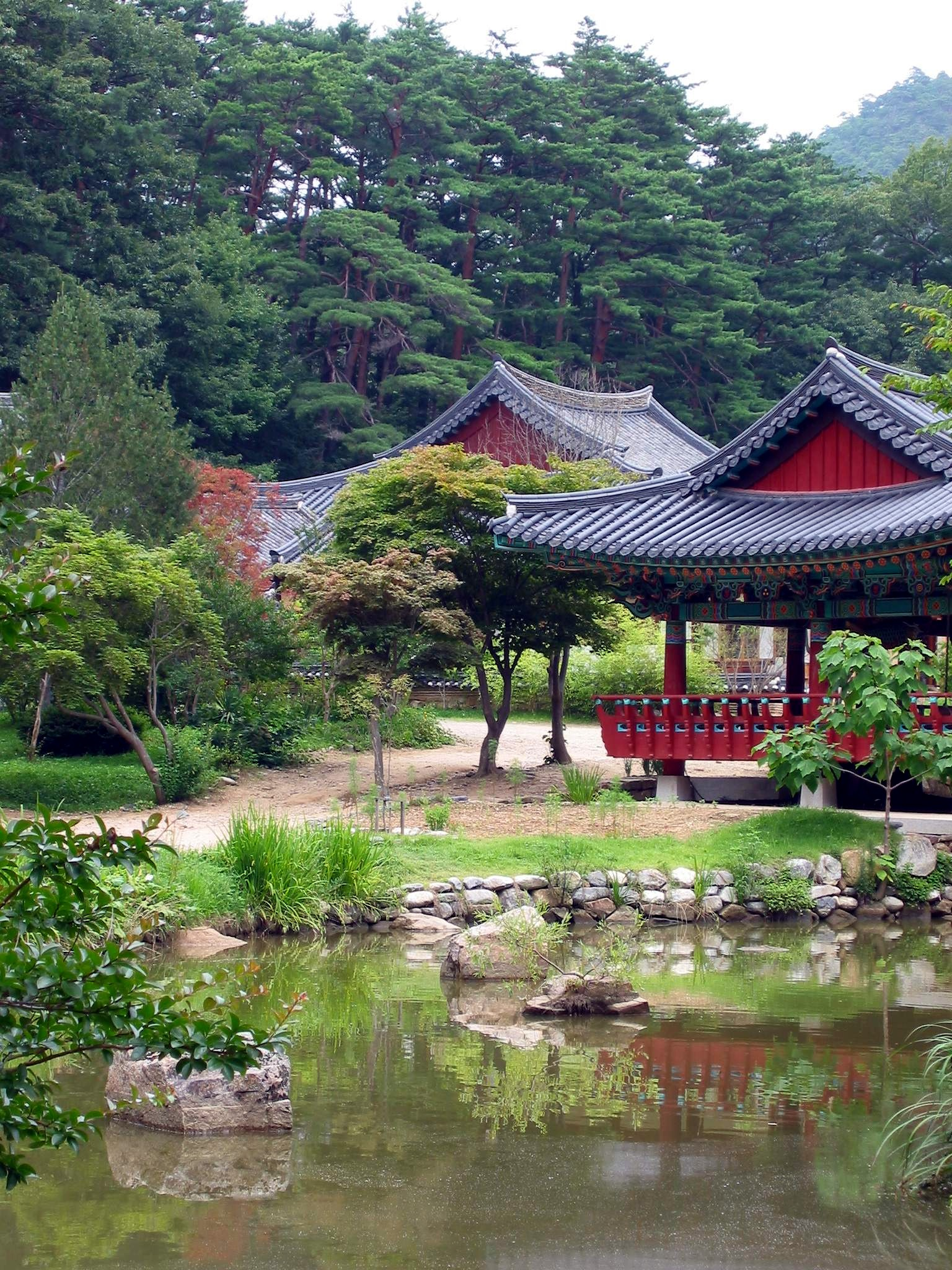
Ein Tempelgarten im koreanischen Tempel Buryeongsa

Traditionelle koreanische Häuser bestehen aus einem inneren Flügel (Anchae) und einem äußeren Flügel (Sarangchae).
Das individuelle Layout ist abhängig von der Region und dem Reichtum der Familie.
Aristokraten benutzen den äußeren Flügel für Empfänge, aber Bauern hielten dort das Vieh und die Vorräte.
Allgemein galt, je reicher die Familie, desto größer das Haus, aber es war allen Familien verboten eine Residenz von mehr als 99 Kan zu haben. Ein Kan ist die Fläche zwischen zwei Holzpfeilern der Außenwand, wie sie in traditionellen Häusern verwendet wurden.
Der innere Flügel beinhaltet normalerweise einen Wohnraum, eine Küche und einen zentralen Raum mit Bodenheizung. Weitere Räume wurden diesem zentralen Raum angehängt. Arme Familien hatten gar keinen äußeren Flügel. Bodenheizung (Ondol) wurde in Korea seit Jahrhunderten verwendet. Die meist verwendeten Baumaterialien sind Holz, Lehm, Kacheln, Stein und Dachstroh. Weil Holz und Lehm die meistverwendeten Materialien waren, haben nicht viele Gebäude bis in die Gegenwart überdauert.

### Gärten

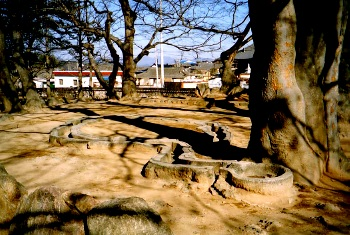
Poseokjeong

Die Prinzipien von Tempelgärten in Korea sind dieselben wie in privaten Gärten. Gärten gleichen im Allgemeinen denen von China und Japan. Dies ist der Fall, weil Gärten in Ostasien sehr fest vom Daoismus beeinflusst sind. Der Daoismus unterstreicht das Mystische und die Natur. Im Gegensatz zu Chinesischen und Japanischen Gärten vermeiden koreanische Gärten Künstlichkeiten.
Der Lotusweiher ist ein wichtiger Teil von koreanischen Gärten. Wenn es einen natürlichen Bach gibt, wird oft ein Pavillon neben dem Bach gebaut. Dies ermöglicht ein bequemes Beobachten und Genießen des Wassers. Blumenbeete werden terrassenförmig angelegt und sind in vielen traditionellen Gärten anzutreffen.
Der Garten Poseokjeong (포석정, 鮑石亭; Pavillon der Steinabalone) nahe Gyeongju wurde in der Sillazeit gebaut und ist der Höhepunkt bezüglich der Bedeutung des Wassers in koreanischen Gärten.
Der Garten hat eine meerschneckenförmige Wasserbahn im Zentrum. Während der letzten Tage des Sillakönigreich saß der König an dieser Wasserbahn und unterhielt sich mit seinen Gästen. Gleichzeitig wurden Weingläser in der Wasserbahn geflößt, von denen sich die Gäste bedienen konnten.
Zum Anlass der Frankfurter Buchmesse 2005, bei der Korea das Gastland war, wurde im Grüneburgpark in Frankfurt am Main ein koreanischer Garten angelegt.

### Kleidung
Die traditionelle koreanische Kleidung wird seit der Mongolenherrschaft im 13. Jahrhundert getragen. Männer trugen eine weite, an den Knöcheln gebundene Hose und eine Jacke mit weiten Ärmeln, im Winter durch eine Weste bzw. einen Mantel ergänzt. Das Haar war zu einem Knoten gebunden. Darüber trug der Landadel „yangban“ einen Hut aus geflochtenem Pferdehaar „tanggon“, über den beim Ausgehen ein runder Hut aus Bambusflechtwerk „gat“ aufgesetzt wurde.
Frauen trugen weite Unterhosen „sokbaji“ (innere Hose), einen weiten Unterrock „sokchima“ und einen Rock „chima“, der unter der Brust gebunden wurde. Eine Bolerojacke mit weiten Ärmeln „jeoggori“ wurde mit einer großen Schleife vor der Brust gebunden. Diese Tracht war sehr bunt, mit leuchtenden Farben und traditionellen Mustern am Saum.
Je nach sozialem Status kleideten sich die Koreaner verschieden. Das bedeutete, dass Kleidung zu einem wichtigen Unterscheidungsmerkmal für den sozialen Rang wurde. Die adeligen Beamten trugen bunte, auf der Brust reichbestickte Gewänder sowie schwarze Kappen. Die Farbe des Gewandes und die Form der Kappe waren je nach dem Rang, den der Beamte bekleidete, unterschiedlich. Der Adel trug auch Schmuck, ein wichtiges Unterscheidungsmerkmal zum gemeinen Volk, den „sangneom“. Dieses trug im Sommer ungefärbte Kleider aus Hanf, deshalb wurde das koreanische Volk auch weißes Volk genannt. Im Winter wurden diese mit Baumwolle gefüttert. Beim Adel war Pelzkleidung beliebt, besonders im Norden.
Bei der koreanischen Tracht unterscheidet man zwischen Alltagstracht, Festtracht oder Berufskleidung. Letztere werden von den Schamanen „mudang“ bei der Ausübung ihrer Tätigkeit getragen und sind in bestimmten leuchtenden Farben gehalten. Heute wird die traditionelle Tracht noch an Feiertagen und zu formellen Anlässen getragen, speziell am ersten Geburtstag eines Kindes und während der Heiratszeremonie sowie bei offiziellen Empfängen. Im Alltag ist die traditionelle Kleidung aber nicht mehr zu finden.

### Gerichte

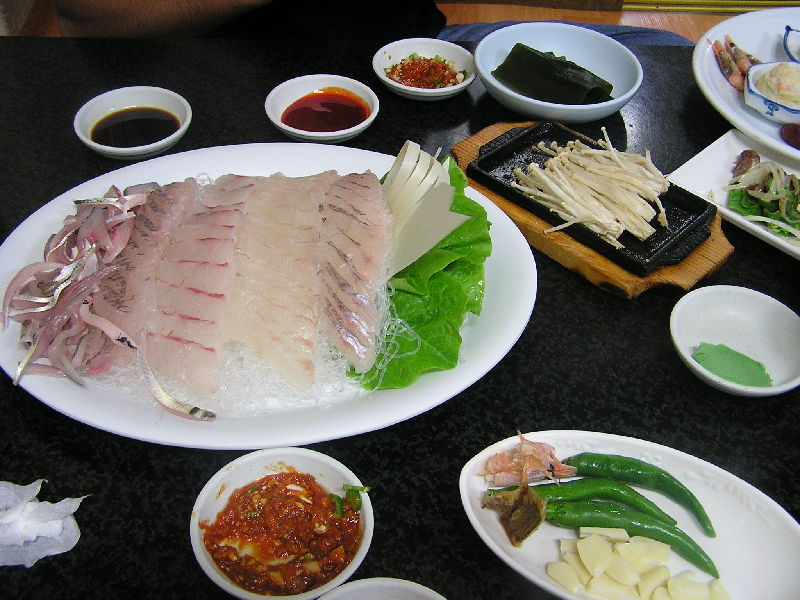
Koreanisches Fischgericht

Reis ist das Grundnahrungsmittel in Korea, vor Gerste und Hirse. Nudeln werden auch aus Süßkartoffeln hergestellt.
Keine Mahlzeit kommt ohne Kimchi aus, mit Salz, roten Chilis, Knoblauch und Fischsoße eingelegtem Chinakohl und Rettich. Die Chilischote wurde von den Portugiesen im 16. Jahrhundert von Südamerika nach Korea gebracht, neben Tabak und dem Christentum. Im Winter dient das Kimchi als Vitaminquelle. Neben Chinakohl und Rettich wird auch eine Vielzahl anderer Gemüsearten eingelegt. Aus Sojabohnen werden zwei unverzichtbare Nahrungsmittel produziert – Sojaquark (dubu, der koreanischen Variante des Tofu) und koreanische Sojasoße (kanjang).
Fisch, Tintenfisch, verschiedene Meeresfrüchte und Seetang kommen ebenfalls fast immer auf den Tisch. Fleisch wird in der traditionellen Küche selten gegessen. Wenn Fleisch auf den Tisch kommt, dann vor allem Rind und Schwein, immer kleingeschnitten und entweder gegrillt oder kurzgebraten.
In Korea wird auch eine breite Vielfalt von Obst angebaut.
Die klassische koreanische Küche kann in zeremonielle Gerichte und rituelle Gerichte unterteilt werden. Zeremonielle Gerichte werden zu frohen Festlichkeiten zubereitet, wenn ein Kind 100 Tage alt wird, am ersten Geburtstag, zur Hochzeit und am 60. Geburtstag. Bei den zeremoniellen Gerichten sind Reiskuchen nicht wegzudenken. Die Farbe und die exakte Zusammensetzung werden entsprechend Yin und Yang angepasst, um ein Gleichgewicht zu erreichen. Die Zusammensetzung hängt auch von der Region und dem Fest ab.
Rituelle Gerichte dagegen werden zu Beerdigungen, bei den Ahnenriten, zu schamanischen Riten und in Tempeln aufgetischt. Die Gerichte in den Tempeln unterscheiden sich dadurch, dass die fünf geschmacksintensiven Zutaten der koreanischen Küche (Knoblauch, Frühlingszwiebel, Rokambole und Ingwer) sowie Fleisch nicht verwendet werden.
Die Hofküche war durch besonders aufwendige Menüs gekennzeichnet, die zahlreiche Gänge umfassten und für die eine bestimmte Speisenfolge und ausgesuchte Zutaten vorgeschrieben waren.
Während das Essen früher überwiegend vegetarisch war, mit viel Gemüse, durch Sojaquark, Eier, seltener auch durch Fisch und Seetang ergänzt, stieg in der zweiten Hälfte des 20. Jahrhunderts mit wachsendem Wohlstand auch der Konsum von Fleisch, Weißmehlprodukten und vor allem Zucker stark an.

### Tee
In Korea wurde Tee schon vor mindestens 1500 Jahren getrunken. Ursprünglich war der Tee ein Teil von Verehrungszeremonien in Tempeln. Es wurde geglaubt, dass der herrliche Duft vom Tee bis in den Himmel steigt und dort die Götter wohlstimmt. Der Tee wurde von China zusammen mit dem Buddhismus eingeführt.
Tee wurde auch als Teil von Kräuterkunde eingesetzt. Grüntee, wie er in China und Japan getrunken wird, ist aber nicht die einzige Art von Tee, die in Korea getrunken wird. Eine große Vielfalt von Tee wird aus Früchten, Blättern, Samen oder Wurzeln hergestellt. Es werden fünf Geschmacksrichtungen von Tee unterschieden: süß, sauer, beißend sauer, bitter und salzig.
Neben Reistee ist in Korea vor allem der Gerstentee Boricha (보리차) und der Honig-Zitronen-Tee Yudschatscha (유자차) sehr beliebt.

### Feste des Mondkalenders

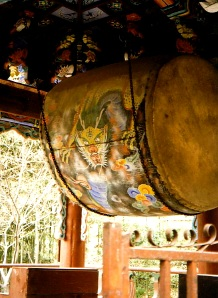
Zeremonialtrommel in einem buddhistischen Tempel

Der koreanische Mondkalender ist in 24 Wendepunkte (Jeolgi) unterteilt, welche je 15 Tage dauern. Während der agrarischen Zeit in der Vergangenheit war der Mondkalender der einzige Kalender. Im heutigen modernen Leben der Koreaner verschwindet der Mondkalender aber langsam.
Traditionelle Feste werden aber noch immer nach dem Mondkalender gefeiert. Das größte Fest ist der Neujahrstag (Gujeong/Seollal). Weitere große Feste sind der erste Vollmond (Jeongwol Daeboreum), das Frühlingsfest (Dano) und das Erntedankfest (Chuseok/Hangawi).
Seollal und Chuseok lassen sich bis in die Zeit der Drei Reiche Koreas zurückverfolgen. Während das heutige Seollal zu Beginn des neuen Jahres des Mondkalenders gefeiert wird, soll es in Silla um die Zeit um Dezember herum gefeiert worden sein. Während der Goryeo-Ära waren die wichtigsten buddhistischen Feste Palgwanhoe, das "Fest der acht Gelübde", und Yeondeunghoe, das "Laternenfest".
Ältere Generationen feiern ihren Geburtstag noch immer nach dem Mondkalender, die jüngere Generation eher nicht.

### Feiertage
| Feiertag                   | Bedeutung                | Ereignisse | Datum (Mond)                     | Gericht |
| -------------------------- | ------------------------ | --- | -------------------------------- | --- |
| Seollal 설날               | Neujahrstag              | Ein Ritual in Erinnerung der Ahnen wird vor dem Familiengrab abgehalten; Neujahrsgrüße werden mit der Familie, Verwandten und Nachbarn ausgetauscht; Kinder verbeugen sich zu den Älteren (Sebae). | Tag 1 im Monat 1                 | Aufgeschnittene Reiskuchen in Suppe (Tteokguk), Honigkuchen (Yakwa).                                               |
| Daeboreum 대보름 大보름    | Erster Vollmond          | Ein Talisman wird verbrannt, um die bösen Geister zu vertreiben (Aengmagi Taeugi), Freudenfeuer (Daljip Taegi)                                                                                     | Tag 15 im Monat 1                | Reis wird mit fünf anderen Getreiden gekocht (Ogokbap), Nüsse essen (Bureom), Wein trinken (Gwibalgisul)           |
| Junghwajeol 중화절 中和節  | Beginn der Bauernsaison  | „Frühlingsputz“, Volljährigkeitszeremonie, schamanisches Ritual für Fischer (Yeongdeunggut) | Tag 1 im Monat 2                 | Gefüllte tannenbaumaroma Reiskuchen (Songpyeon)                                                                    |
| Samjinnal 삼짇날           | Schwalben kehren zurück  | Beinkampf, Wahrsagerei | Tag 3 im Monat 3                 | Azalea Wein (Dugyonju), Pfannkuchen (Dungyeon Hwajeon)                                                             |
| Hansik 한식 寒食           | Besuch des Familiengrabs | Besuch des Familiengrabs | Tag 105 nach der Wintersonnwende | Nur kaltes Essen: Beifußkuchen (Ssuktteok), Beifußknödel (Ssukdanja), Beifußsuppe (Ssuktang)                       |
| Dano 단오 端午             | Frühlingsfest            | Schaukeln, Ringen | Tag 5 im Monat 5                 | Reiskuchen mit Kräutern (Surichitteok), Heringsuppe (Junchiguk)                                                    |
| Yudu 유두 流頭             | Wasser Begrüßung         | Wasser Begrüßung, Haarewaschen, um Unglück wegzuwaschen | Tag 15 im Monat 6                | Fünffarbene Nudeln (Yudumyeon), Reisknödel (Sudan)                                                                 |
| Chilseok 칠석 七夕         |                          | Verehrung der Götter der sieben Sterne (Großer Wagen), schamanische Riten die für Regen bitten | Tag 7 im Monat 7                 | Weizenpfannkuchen (Milijeonbyeong), Reiskuchen mit Roten Bohnen (Sirutteok)                                        |
| Baekjung 백중 百中/百衆    | Verehrung von Buddha     | Verehrung von Buddha | Tag 15 im Monat 7                | Gemischter Reiskuchen (Seoktanbyeong)                                                                              |
| Chuseok 추석 秋夕          | Erntedankfest            | Besuch des Familiengrabs, Opfern des ersten Reiskorns (Olbyeosinmi) | Tag 15 im Monat 8                | Tannenbaumaroma Reiskuchen gefüllt mit Kastanien, Sesam oder Bohnen (Songpyeon), Wasserbrotwurzelsuppe (Torantang) |
| Jungyangjeol 중양절 重陽節 | Herbstfest               | Den Herbst feiern: Poesie, Zeichnen, Malen, die Natur genießen | Tag 9 im Monat 9                 | Chrysantheme Pfannkuchen (Gukhwajeon), Fischrogen (Eoran), Honig-Zitronen Tee (Yujacheong)                         |
| Seotdal Geumeum 섣달그믐   | Abend vor dem Neujahr    | Die ganze Nacht aufbleiben mit den Türen und Fenstern geöffnet und den Geist der Ahnen zu empfangen                                                                                                | Tag 31 im Monat 12               | Gemischter Reis mit Gemüse (Bibimbap), Bohnenreiskuchen(Injeolmi), traditionelle Kuchen(Hangwa)                    |

Es gibt auch eine Anzahl von regionalen Festen, die nach dem Mondkalender gefeiert werden.

### Märkte

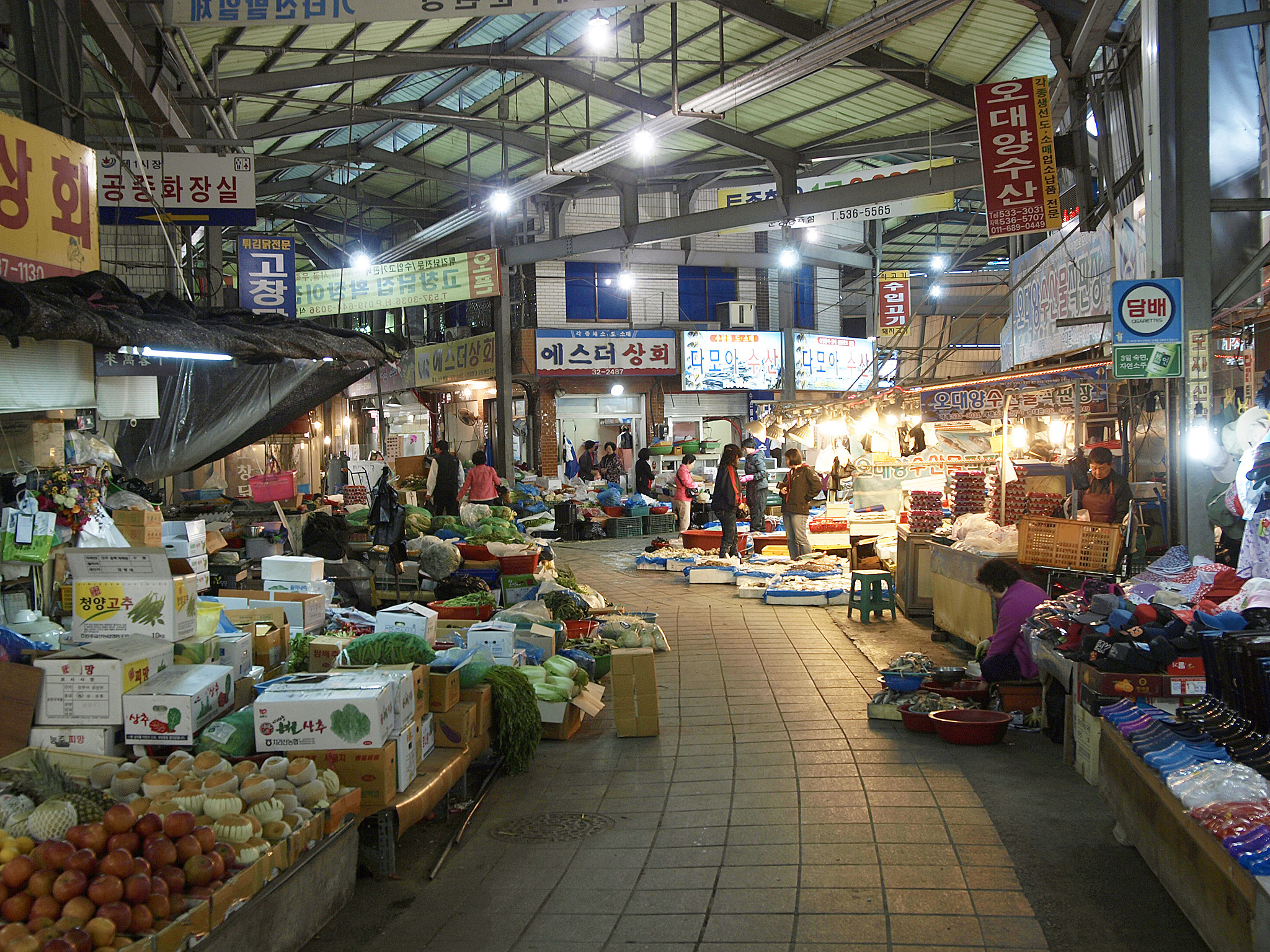
Traditioneller koreanischer Markt in Jeongeup, Jeollabuk-do, Südkorea

Zur koreanischen Kultur und Lebensweise gehören auch die traditionellen Märkte des Landes. Sie blicken auf eine 300 bis 350 Jahre alte Tradition und Entwicklung zurück. Die Märkte, die im Koreanischen jaerae sijang(재래시장) genannt werden, waren früher als einfache oder als 5-Tages-Märkte in den Dörfern und Städten zu finden. Auf ihnen wurden landwirtschaftliche Produkte, Meeresprodukte, Tiere der Farmwirtschaft und Gegenstände des täglichen Bedarfs zum Verkauf angeboten. Die Märkte zeigen ein überreiches Angebot an Waren, haben enge Gassen, lange Öffnungszeiten und sind zu den Hauptgeschäftszeiten laut und von Menschen überfüllt. Heute sind die Märkte zumeist in Hallen größerer Städte zu finden und sind seit der Jahrtausendwende auch zunehmend Plätze, auf denen sich junge Künstler dem Marktbesucher präsentieren.

## Weltkulturerbe
Einige Stätten des UNESCO-Welterbe sind in Südkorea zu finden.

### Jongmyo-Schrein
Der Jongmyo-Schrein in Seoul wurde 1995 der Liste des UNESCO-Weltkulturerbes hinzugefügt.
Der Schrein ist den Geistern der Königsfamilie der Joseon-Dynastie gewidmet und von der konfuzianischen Tradition beeinflusst.
Es wird vermutet, dass der Schrein bei seinem Bau 1394 das längste Gebäude in Asien war. 19 Gedenktafeln von den Königen und 30 für deren Königinnen sind im Schrein zu finden.
Während des Krieges mit Japan im Jahre 1592 wurde der Schrein von japanischen Truppen niedergebrannt. Bis 1608 wurde er wieder aufgebaut.

### Changdeokgung
Changdeokgung ist ein Palast, der sehr für seine Umgebung gerühmt wird. Er wurde 1405 erbaut, 1592 während des Imjin-Kriegs von japanischen Truppen niedergebrannt und bis 1609 wieder aufgebaut.
Während mehr als 300 Jahren war Changdeokgung der Königssitz.
Der Palast passt sich sehr in die Umgebung ein. Viele der Bäume hinter dem Palast sind nun über 300 Jahre alt. Changdeokgung wurde 1997 der Liste des UNESCO-Weltkulturerbes hinzugefügt.

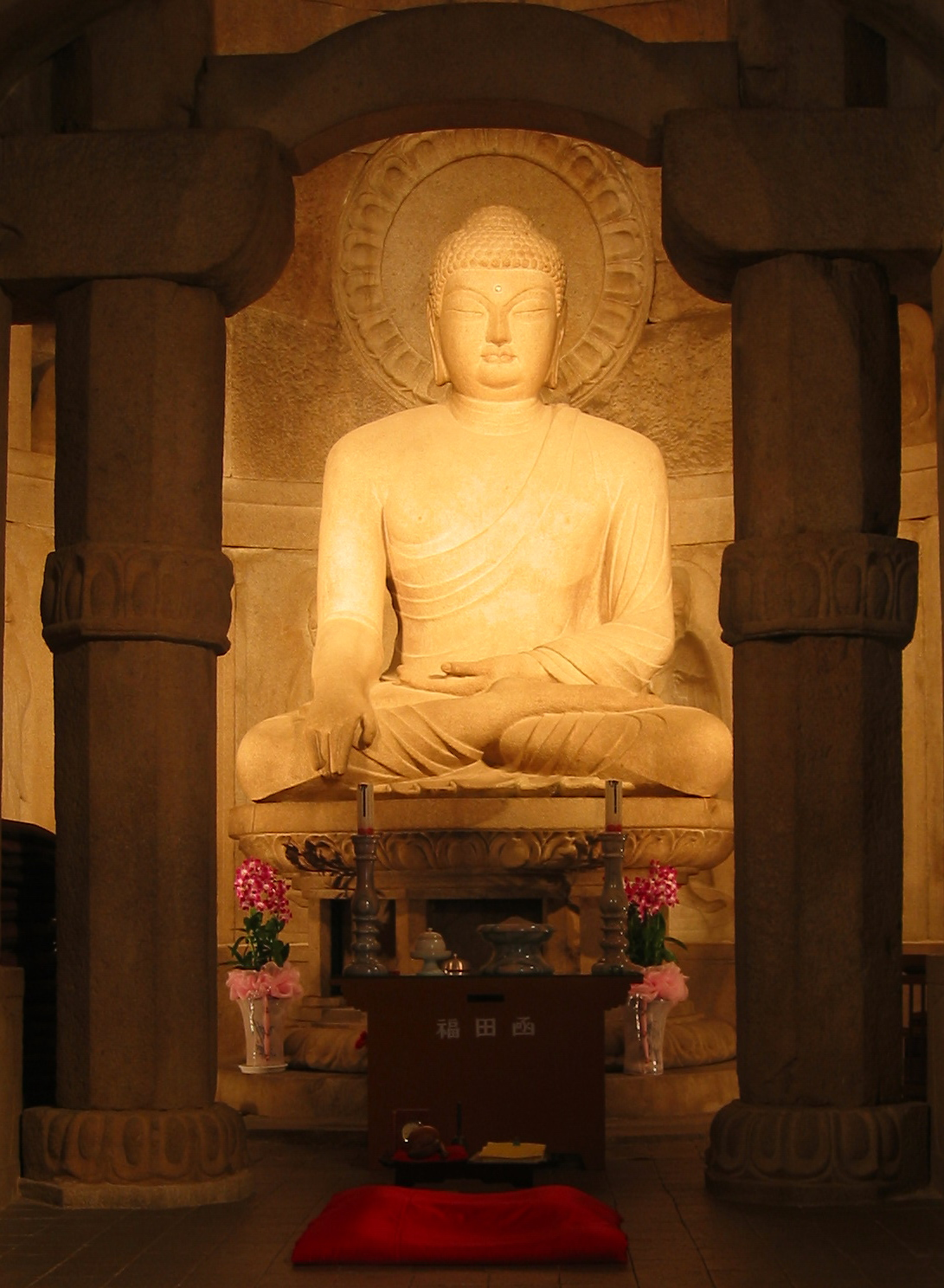
Seokguram-Grotte

### Bulguksa
Bulguksa ist auch bekannt als der Tempel im Buddhaland und beheimatet die Seokguram-Grotte. Der Tempel wurde im Jahre 751 gebaut und hat eine große Anzahl von Räumen. Zwei Pagoden sind im Tempelgebiet aufgestellt.
Die Seokguram-Grotte ist eine Einsiedelei des Bulguksa-Tempels. Die Grotte ist in den Granit geschlagen und in der großen Kammer befindet sich eine große Buddhastatue. Der Tempel und die Grotte wurden 1995 der Liste des UNESCO-Weltkulturerbe hinzugefügt.

### Tripitaka Koreana
Haeinsa ist ein Tempelkomplex in der Provinz Gyeongsangnam und Hauptsitz des buddhistischen Jogye-Ordens. Der Tempel wurde 802 erbaut und beheimatet die Tripitaka-Koreana-Holzplatten. Die zwischen 1236 und 1251 geschnitzten Platten gelten als Zeugnis der frommen Verehrung des Königs und seines Volks.
Das Wort Tripitaka ist Sanskrit und bedeutet drei Körbe. Es bezieht sich damit auf eine Regel von buddhistischer Ästhetik. Die Tripitaka Koreana besteht aus 81.258 Holzplatten.
Erstaunlicherweise ist keine Spur von Fehlern, Auslassungen oder Reparaturen zu finden. Die Tripitaka Koreana gilt als die schönsten und genauesten buddhistischen Ordensregeln die je in chinesischen Schriftzeichen geschnitzt wurden.
Der Haeinsa-Tempel und die Tripitaka Koreana wurden 1995 der Liste des UNESCO-Weltkulturerbes hinzugefügt.

### Festung Hwaseong
Die Festung Hwaseong liegt in der Stadt Suwon südlich von Seoul. Die Befestigung wurde 1796 fertiggestellt und zeigt alle Merkmale von koreanischer Befestigungskunst, die damals bekannt waren.
Die Festung bedeckt Flachland sowie hügeliges Gebiet, etwas das in Ostasien damals kaum bekannt war. Die Mauern sind 5,52 Kilometer lang und 41 Einrichtungen sind noch vorhanden. Darunter sind die vier Haupttore, ein Schleusentor, vier Geheimeingänge und ein Leuchtturm.
Hwaseong wurde 1997 der Liste des UNESCO-Weltkulturerbe angefügt.

### Stätten von Gochang, Hwasun und Ganghwa
Die Stätten von Gochang, Hwasun und Ganghwado wurden 2000 der Liste des UNESCO-Weltkulturerbe angefügt. Diese prähistorische Friedhöfe enthalten hunderte von verschiedenen Megalithen. Diese sind Grabmäler, die im 1. Jahrhundert v. Chr. aus großen Steinblöcken erbaut wurden. Megalithen können rund um den Globus gefunden werden, aber was diese Stätten einzigartig macht, ist die unglaubliche Konzentration der Grabmäler.

### Gyeongju-Gebiet
Das Gebiet um Gyeongju wurde im Jahre 2000 der Liste des UNESCO-Weltkulturerbe angefügt. Gyeongju war die Hauptstadt des Silla-Reiches und hatte im 10. Jahrhundert mehr als eine Million Einwohner. Die Grabhügel der Silla-Herrscher sind noch heute im Stadtzentrum anzutreffen. Einige Hügel wurden von Archäologen geöffnet; sie enthielten einzigartige Zeugnisse des koreanischen Kunsthandwerks: Goldkronen mit Jadeverzierungen, Goldschmuck und Prunkwaffen, alles Grabbeigaben der Könige. Rund um Gyeongju, besonders am Berg Namsan, sind hunderte von Relikten der Silla-Zeit zu finden. Die Stätte von Poseokjeong ist nur ein Beispiel. Das Gebiet hat eine einzigartige Konzentration von koreanischer buddhistischer Kunst, Skulpturen, Reliefs, Pagoden sowie Überresten von Tempeln und Palästen, besonders zwischen dem 7. und 10. Jahrhundert.